# Lethe oculatissima
Lethe oculatissima är en fjärilsart som beskrevs av Gustave Arthur Poujade 1885. Lethe oculatissima ingår i släktet Lethe och familjen praktfjärilar. Inga underarter finns listade i Catalogue of Life.